# 劉師穎
劉師頴（1519年—1560年），字方回，自號疊峯居士，湖廣武昌府興國州人，民籍，明朝政治人物。

## 生平
嘉靖十九年（1540年）庚子科湖廣鄉試第七十四名舉人。嘉靖三十二年（1553年）中式癸丑科二甲第二名進士。吏部观政，授兵部武库司主事，提督武学，後奉命督运辎重，饷边雲中，嘉靖三十五年（1556年）奏绩，追贈父母。次年升职方司员外郎，監修重城。三大殿被火烧毁，奉命監修，升武选司郎中，因患病请告假归乡。嘉靖三十九年卒，年四十二。

## 家族
曾祖劉鉅；祖父劉珽；父劉守敬，七品散官。前母莊氏；母莊氏。兄师顥、師颐、師颂，弟师頗（生员）。娶泗州判官董朝翰女，妾慎氏生一子劉之斗。